# گرونوو-دامندورف
گرونوو-دامندورف (به آلمانی: Grunow-Dammendorf) یک شهر در آلمان است که در اودر-اشپری واقع شده‌است. گرونوو-دامندورف  ۶۰۲ نفر جمعیت دارد.